# The Spaceape
Стивен Сэмюэл Гордон (англ. Stephen Samuel Gordon, 17 июня 1970 года — 2 октября 2014 года), более известный под псевдонимом The Spaceape, — британский поэт и эмси. Он известен своей работой на лейбле электронной музыки Hyperdub, в частности, частым сотрудничеством с основателем лейбла Стивом Гудмэном, известным как Kode9.

## Личная жизнь
Стивен был женат, имел одну дочь.
Музыкант умер 2 октября 2014 года в возрасте 44 лет после борьбы с редкой формой рака.

## Влияние
The Guardian назвал Стивена «новатором Hyperdub», а Pitchfork заявил, что «если у дабстепа первой волны в Великобритании и был голос, то он принадлежал Стивену Гордону».